# 貝德蘭姆立方

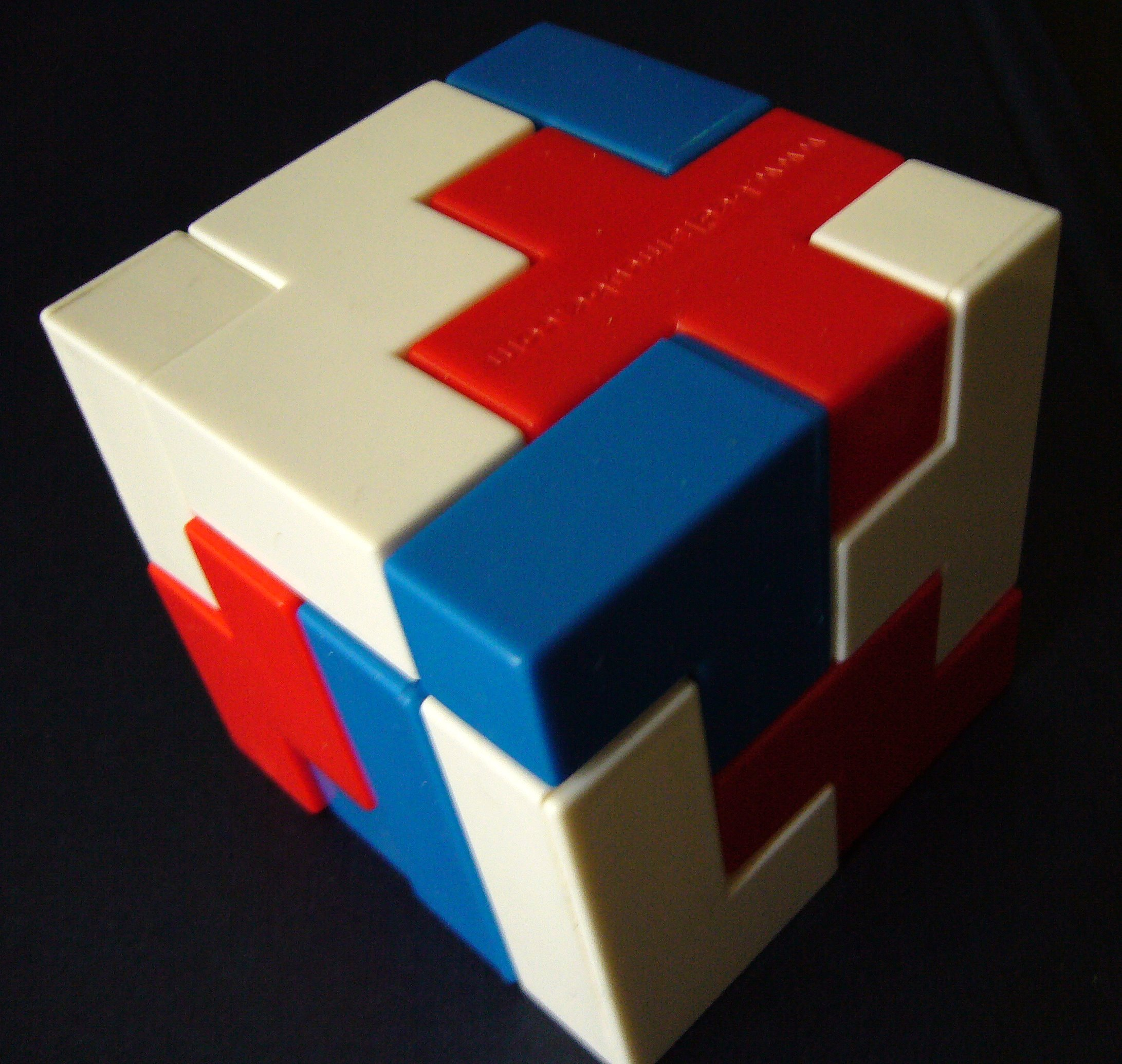
貝德蘭姆立方

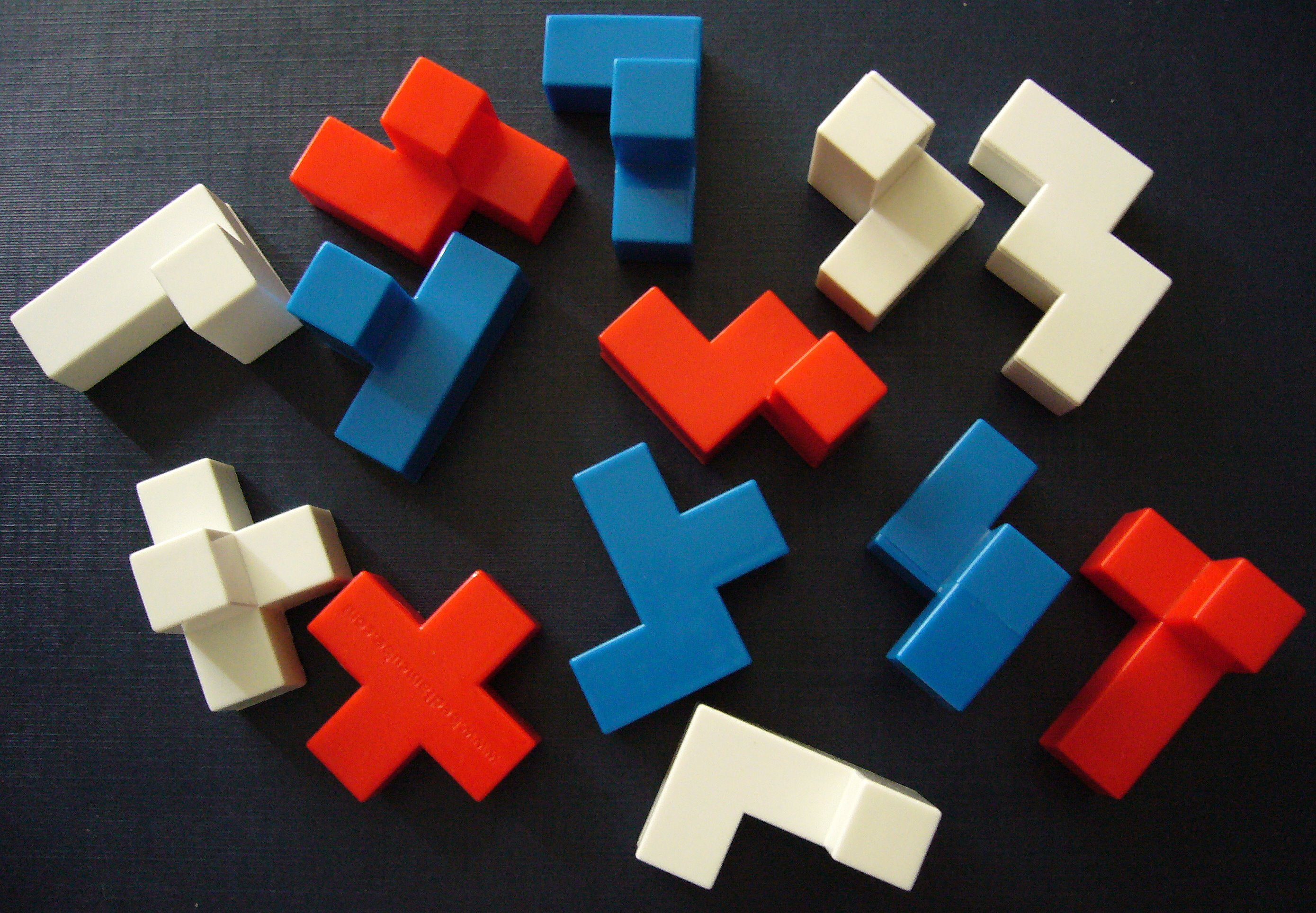
拆開的貝德蘭姆立方

貝德蘭姆立方（Bedlam cube）是由英國謎題專家布魯斯·貝德蘭姆設計的實體智力遊戲。

## 設計
貝德蘭姆立方由13個多立方體組成，其中有十二個是五立方體，一個是四立方體。目的是將這十三個多立方體組成為一個4 x 4 x 4的立方體。在不考慮旋轉及鏡射的條件下，有19,186種不同的解答。
貝德蘭姆方塊的立方都比3 x 3 x 3的索馬立方要大一格，因此更不容易解。

## 歷史
BBC《Dragons' Den》節目中的Rachel Elnaugh和Theo Paphitis，在第二季時要投資貝德蘭姆立方。他們願意為了貝德蘭姆立方股份的30%支付100,000英鎊。Danny Bamping（貝德蘭姆方塊背後的企業）最後選擇銀行的貸款而未選擇他們的投資，就如同在Dragons' Den節目的Where Are They Now內容中的一樣。

## 紀錄
金氏世界紀錄中最快組合貝德蘭姆立方的紀錄是由Danny Bamping在2006年11月9日創下，時間是11.03秒。蒙眼組合的最快紀錄是由Aleksandr Iljasov在2008年2月25日創下，時間是27.21秒。

## 外部連結
- The Official Site of Bedlam Puzzles (Dead site?)
- Bedlam Cube solver（页面存档备份，存于）
- All 19,186 Bedlam Cube Solutions
- Bedlam Cube Demonstration Software